# Taïfa de Valence

Carte de la taïfa de Valence en 1037.

La taïfa de Valence ou taïfa de Balansiya fut l'un des royaumes de taïfa fondés à l'éclatement du califat de Cordoue en 1010. Il dura jusqu'en 1238, année au cours de laquelle la conquête menée par Jacques Ier d'Aragon conduisit à l'instauration du royaume chrétien de Valence.
Entre 1094 et 1099, la taïfa de Valence est gouvernée par Rodrigue Díaz de Vivar, dit Le Cid.

## Présentation
|                                                      |
| La taïfa de Valence en 1038 avec les taïfas voisins. |

|                                                                |
| La taïfa de Tolède conquiert la taïfa de Valence en 1064-1065. |

|                                                       |
| La taïfa de Valence en 1086 avec les taïfas voisines. |